# Richard Bruce Nugent
Richard Bruce Nugent (2 de juliol de 1906 - 27 de maig de 1987), també conegut com Richard Bruce i Bruce Nugent, va ser un escriptor i pintor gai del renaixement de Harlem. Tot i formar part d'un grup de molts artistes gais de Harlem, Nugent era un dels pocs que ho eren públicament. Reconegut inicialment pels pocs contes i pintures que va publicar, Nugent va tenir una llarga trajectòria productiva que va treure a la llum el procés creatiu de la cultura gai i negra.

## Biografia

### Primers anys
Richard Bruce Nugent va néixer a Washington DC, el 2 de juliol de 1906, fill de Richard H. Nugent, Jr. i Pauline Minerva Bruce. Va completar els seus estudis a la Dunbar High School el 1920 i es va traslladar a Nova York després de la mort del seu pare. Després de revelar a la seva mare que havia decidit dedicar la seva vida només a fer art, ella es va preocupar per la seva falta d'interès per aconseguir una feina estable, així que el va enviar a Washington, DC, a viure amb la seva àvia. Per guanyar prou diners per mantenir la família, Nugent va obtenir un passis com a blanc per guanyar salaris més alts. Allà, també va experimentar amb el passis, i es va anomenar Ricardo Nugen di Dosocta, fins i tot va arribar a donar una adreça situada a la legació espanyola a Washington. En una entrevista, va afirmar que ho va fer per la seva "conveniència", ja que li va permetre evitar "portar l'estigma" de ser afroamericà. En aquell moment, va conèixer escriptors famosos com Langston Hughes i Georgia Douglas Johnson. Es van fer amics, es van influir en les obres dels altres i van col·laborar en obres junts.

### Carrera
L'any 1925 es van publicar les seves primeres obres com a escriptor. Aquests inclouen el seu poema "Shadow" i el seu conte "Sahdji". La major part de la seva vida i carrera van tenir lloc a Harlem a la ciutat de Nova York, i va morir d'insuficiència cardíaca congestiva el 27 de maig de 1987 a Hoboken (Nova Jersey).
Durant la seva carrera a Harlem, Nugent va viure amb l'escriptor Wallace Thurman de 1926 a 1928, la qual cosa va portar a la publicació de "Smoke, Lilies, and Jade" a la publicació de Thurman Fire!!. La història curta va ser escrita amb un estil modernista de corrent de consciència. El seu tema era la bisexualitat i més concretament el desig masculí interracial. Abans de dedicar la seva vida al seu art, Bruce Nugent va treballar com a venedor de barrets, repartidor i grum. Durant la seva etapa com a grum es va enamorar profundament d'un empleat de la cuina d'un hotel. Es creu que el personatge de Beauty de "Smoke, Lilies and Jade" es basa en aquest home.
Moltes de les il·lustracions de Nugent van aparèixer en publicacions com Fire!!, juntament amb la seva història curta. Quatre de les seves pintures es van incloure a l'exposició d'artistes afroamericans de la Harmon Foundation, un dels pocs llocs disponibles per a artistes afroamericans el 1931. La seva única publicació independent, Beyond Where the Stars Stood Still, va ser publicada en una edició limitada per Warren Marr II el 1945. Es va casar amb la germana de Marr, Grace, el 5 de desembre de 1952.
A finals de la dècada de 1930, Nugent va treballar amb altres escriptors emblemàtics del Renaixement de Harlem, Claude Mckay i Ralph Ellison, en el Federal Writers' Project. En aquest projecte va ser emprat per escriure esbossos biogràfics.

### Matrimoni
El seu matrimoni amb Grace Marr va durar des de 1952 fins al seu suïcidi el 1969. A causa de l'atracció oberta de Nugent per altres homes, les seves intencions amb el seu matrimoni amb Grace mai van ser clares, ja que no eren romàntiques. Thomas Wirth, contemporani i amic personal de Richard Nugent, va afirmar que Grace estimava Richard i estava decidida a canviar la seva sexualitat.

### Harlem Cultural Council
Nugent va assistir a la Conferència de Planificació Comunitària a la Universitat de Colúmbia el 1964 com a ponent convidat. La conferència es va celebrar sota els auspicis del president del districte de Manhattan/Community Planning Board 10 i la Universitat de Colúmbia. La idea de formar una organització per promoure les arts a Harlem va sorgir del taller de planificació cultural de la conferència i va donar lloc a la formació del Harlem Cultural Council. Durant la dècada de 1960, Nugent i altres companys de feina van fundar el Harlem Cultural Council, que va buscar fons municipals i federals per les arts i va treballar principalment en la construcció del Schomburg Center for Research in Black Culture. Nugent també va treballar com a artista, intèrpret i comentarista Va tenir un paper actiu en aquest esforç i va assistir a nombroses reunions posteriors. Va ser elegit copresident (un càrrec equivalent a vicepresident) d'aquest consell. També va exercir com a president del Comitè del Programa fins al març de 1967.

### Dansa
Tot i que era més conegut per la seva escriptura i il·lustracions, Nugent també va passar molts dels seus anys fent gires com a ballarí. Va aparèixer en espectacles com Run, Little Chillun (1933) i fins i tot va fer una gira durant dos anys en una producció de Porgy el 1929. A la dècada de 1940 es va convertir en membre de la William's Negro Ballet Company. També va formar part d'altres companyies de dansa, com Hemsley Winfield i Asadata Dafora, fins i tot va ballar en drag amb el New Negro Art Theatre Dance Troupe.

## Llegat
L'enfocament agressiu i honest de Nugent al desig homoeròtic i interracial no era necessàriament a favor dels seus contemporanis homosexuals més discrets. Alain Locke va castigar la publicació Fire!!! pel seu radicalisme i, concretament, "Smoke, Lilies and Jade" de Nugent per promoure l'efeminació i la decadència associades als escriptors homosexuals.
Els amics de Nugent, Langston Hughes, Zora Neale Hurston, Aaron Douglas, Gwendolyn Bennett i John P. Davis, tots freqüentaven "Niggerati Manor", on van socialitzar amb l'un a l'altre i on es basava l'origen de "Fire!!!". A més dels seus amics, Nugent també va ser influenciat per Aaron Douglas i Georgia Douglas Johnson. La seva estètica es va veure en la seva obra. També van ajudar a publicar el seu treball en diverses revistes.
El treball de Nugent va ressorgir en antologies com ara Black Men/White Men: A Gay Anthology (1983) de Michael J. Smith i l'entrevista de Joseph Beam amb Nugent a In The Life: A Black Gay Anthology (1986). La seva obra, després de ressorgir, va posar de manifest l'estil de vida dels artistes gai negres durant el Renaixement de Harlem. El seu ús de codis va fer passar gran part de la seva obra sense ser vista pels contemporanis heterosexuals, sota la disfressa d'imatges bíbliques, per exemple. Nugent va fer un pont entre el renaixement de Harlem i el moviment gai negre dels anys vuitanta, i va ser una gran inspiració per a molts dels seus contemporanis.

## Obra
- Shadow
- My Love
- Narcissus
- Incest
- Who Asks This Thing?
- Bastard Song
- Sahdji
- Smoke, Lilies and Jade
- The Now Discordant Song of Bells
- Slender Length of Beauty
- Tunic with a Thousand Pleats
- Pooty Tang
- Pope Pius the Only
- On Harlem
- On Georgette Harvey
- On Gloria Swanson
- Lunatique
- Pattern for Future Dirges
- Paupaulekejo (amb Georgia Douglas Johnson)
- Tax Fare (amb Rose McClendon)[13]